# Heart Healer
Heart Healer (título completo: Heart Healer: the Metal Opera by Magnus Karlsson) é o primeiro álbum de estúdio da metal opera Heart Healer, formada pelo multi-instrumentista sueco Magnus Karlsson. O disco foi lançado em 12 de março de 2021 pela Frontiers Records.
As cantoras convidadas são Adrienne Cowan (Seven Spires, Sascha Paeth 's Masters of Ceremony, Avantasia), Netta Laurenne (Smackbound, Laurenne / Louhimo), Youmna Jreissati (Ostura), Ailyn (Her Chariot Awaits, ex- Sirenia), Noora Louhimo (Battle Beast), Margarita Monet (Edge of Paradise) e Anette Olzon (The Dark Element, ex- Nightwish).
O enredo do álbum segue a personagem que dá nome ao projeto (interpretada por Adrienne) depois que ela acorda sem memória e com a capacidade de curar pessoas apenas com o toque de suas mãos, embora isso aconteça ao custo gradual de suas próprias forças. Conforme a história avança, ela encontra pessoas que desejam ajudá-la, que querem usar seus poderes ou que querem caçá-la.
O álbum foi lançado nos formatos CD, vinil colorido e digital. Em 25 de janeiro de 2021, um vídeo de "Into the Unknown" foi lançado.

## Lista de músicas
| N.º            | Título                                                           | Vocalista(s)                                               | Duração |  |
| 1.             | "Awake" (Acordada)                                               | Adrienne Cowan                                             | 7:41    |  |
| 2.             | "Come out of the Shadows" (Saia das Sombras)                     | Youmna Jreissati, Netta Laurenne, Margarita Monet          | 6:05    |  |
| 3.             | "Who Can Stand All Alone" (Quem Pode Aguentar Tudo Sozinho)      | Anette Olzon, Cowan                                        | 5:59    |  |
| 4.             | "Back to Life" (De Volta à Vida)                                 | Monet, Cowan, Ailyn Gimenez                                | 5:37    |  |
| 5.             | "Into the Unknown" (Para o Desconhecido)                         | Noora Louhimo                                              | 7:21    |  |
| 6.             | "When the Fire Burns Out" (Quando o Fogo se Queima por Completo) | Laurenne, Jreissati, Gimenez                               | 5:14    |  |
| 7.             | "Evil's Around the Corner" (O Mal Está Se Aproximando)           | Louhimo, Cowan                                             | 5:19    |  |
| 8.             | "Mesmerized" (Hipnotizada)                                       | Olzon                                                      | 5:17    |  |
| 9.             | "Weaker" (Mais Fraca)                                            | Cowan                                                      | 6:40    |  |
| 10.            | "This is Not the End" (Isto Não é o Fim)                         | Cowan, Gimenez, Jreissati, Laurenne, Louhimo, Monet, Olzon | 6:35    |  |
| Duração total: | Duração total:                                                   | Duração total:                                             | 63:48   |  |

## Paradas
| Parada (2021)               | Maior colocação |
| --------------------------- | --------------- |
| Suíça (Schweizer Hitparade) | 47              |

## Créditos
- Magnus Karlsson - guitarra, baixo, teclados
- Anders Köllerfors - bateria
- Daniel Tengberg - violoncelo
- Erika Sävström Engman - violino

Vocalistas
- Adrienne Cowan
- Ailyn Gimenez
- Youmna Jreissati
- Neta Laurenne
- Noora Louhimo
- Margarita Monet
- Anette Olzon